# Naxthéy, Ixmiquilpan
Naxthéy är en ort i Mexiko.   Den ligger i kommunen Ixmiquilpan och delstaten Hidalgo, i den sydöstra delen av landet, 130 km norr om huvudstaden Mexico City. Naxthéy ligger 2 131 meter över havet och antalet invånare är 167.
Terrängen runt Naxthéy är varierad, och sluttar söderut. Runt Naxthéy är det ganska tätbefolkat, med 155 invånare per kvadratkilometer. Närmaste större samhälle är Ixmiquilpan, 14,2 km söder om Naxthéy. Trakten runt Naxthéy består i huvudsak av gräsmarker.